# Gundixapur
Gundixapur (persa: گندیشاپور, Gund-ī Šāh Pūr, també transcrita com a Gondexapur, Jondishapur, Gundishapur, Jund-e Shapur o altres variants; anomenada en pahlavi com Weh-Andiôk-Šâbuhr, en siríac Beth Lapat, en grec Bendosabora i en àrab Jundaysabur o Jundisabur) fou una antiga ciutat persa, centre intel·lectual de l'Imperi Sassànida i seu de l'acadèmia de Gundixapur.

## Història
Fou fundada el 271 pel rei Xapur I després de derrotar l'emperador romà Valerià I, potser en un antic emplaçament dels parts, i fou la seu de l'escola de medicina més antiga coneguda, que incloïa una biblioteca i una universitat. Les seves ruïnes es diuen avui Shahabad, i es troben a uns 14 km al sud-est de Dezful, a la província de Khuzestan, prop del riu Karun. Es diu que el profeta Mani hi fou empresonat i hi va morir, i que la pell del profeta fou penjada a una porta de la ciutat.
Va ser una de les majors ciutats del Khuzestan entre l'Iran i el Khvarvaran (nom sassànida de l'Iraq), i Xapur II la va erigir en capital. El 489 el centre científic i teològic dels nestorians a Edessa fou tancat per l'emperador romà d'Orient Zenó i es va traslladar a la que fou anomenada escola de Nísibis, i després va passar a Gundixapur, on els erudits junt a filòsofs pagans desterrats d'Atenes per Justinià I el 529 van fer recerques importants en medicina, matemàtiques i astronomia.
Sota Khusraw I Anuixirwan (531-579), el Còsroes I dels grecs, fou especialment coneguda com a centre de recerca mèdica i d'erudició en general. Khusraw I va donar refugi a filòsofs grecs, nestorians i assiris que fugien de les persecucions religioses romanes d'Orient. El rei va encarregar la traducció de texts siríacs i grecs al pahlavi i es van traduir nombroses obres de medicina, astronomia, astrologia, filosofia i altres. Alguns filòsofs no estaven contents a Pèrsia i van acabar retornant a Grècia. Còsroes també va enviar l'erudit Burzoe per convidar savis xinesos i indis a Gundixapur, que van traduir texts indis sobre els mateixos temes i texts xinesos sobre herbes medicinals i religió. Sembla que el mateix Burzoe va traduir el Panchatantra (Pañcatantra) del sànscrit al persa sota el nom de Kelile væ Demne. Al segle v s'hi van establir també nombrosos metges siríacs d'Urfa que era en aquest temps el centre de medicina principal.
El 638 la ciutat fou ocupada pels musulmans dirigits per Abu-Mussa al-Aixarí, després de l'ocupació de Tustar. L'acadèmia va subsistir sota domini musulmà com a institut d'alt ensenyament fins que fou suplantat per l'institut establert a Bagdad: el 832 el califa al-Mamun va fundar la famosa Bayt al-Hikma, la Casa de la Saviesa, on es van imitar els mètodes de Gundixapur, d'on en procedien els dirigents.
Gundixapur fou encara la capital del safàrida Yaqub ibn al-Layth (vers 876) que hi va morir el 878. La seva importància va declinar i al segle x al-Muqaddassí la descriu com una ciutat en ruïnes.

## Fills il·lustres
- Joan Mesué «el Vell» o Yuhanna ibn Massawayh (vers 737 - 855/857), metge àrab.